# Vanja Radovanović
Vanja Radovanović (in montenegrino Вања Радовановић; Belgrado, 28 ottobre 1982) è un cantante montenegrino.
Ha rappresentato il Montenegro all'Eurovision Song Contest 2018 con il brano Inje, non riuscendo a qualificarsi per la serata finale.

## Biografia
Nipote dell'ex cantante montenegrino  Miladin Šobić, nel 2004 Vanja ha vinto il premio come migliore debuttante al Festival di Budva, dove ha presentato il brano Dripac. Allo stesso festival ha partecipato anche nel 2005 con Krila olovna. Nel 2005 si è inoltre esibito al Serbian Radio Festival con Izvini ne menja ljude, prima canzone per cui ha registrato un video musicale. Nel 2006 ha partecipato a Beovizija, il processo di selezione dell'allora Serbia e Montenegro per l'Eurovision Song Contest, portando la canzone Kad me jednom za te ne bude e arrivando ventunesimo su 23 partecipanti con un solo punto ottenuto. Il suo album di debutto, Pričaj dodirom, è uscito a maggio 2008.
Nel 2012 ha iniziato a registrare a Zagabria il suo secondo album, scegliendo sonorità più contemporanee e basi musicali guidate dalla chitarra, suo strumento musicale. Come singolo di lancio è stato scelto il brano Padobran, di cui Vanja ha scritto musiche e testi. L'album, intitolato Svi životi moji, è uscito nella primavera del 2014.
Nel 2018 Vanja ha partecipato a Montevizija, il processo di selezione nazionale per la ricerca del rappresentante montenegrino all'Eurovision. Montevizija non veniva utilizzato a questo scopo dal 2008. Lo spettacolo si è svolto il 17 febbraio 2018 all'hotel Hilton di Podgorica e ha visto cinque partecipanti. A scegliere il vincitore è stato esclusivamente il pubblico, che attraverso il televoto ha proclamato Vanja Radovanović vincitore, dandogli la possibilità di rappresentare il Montenegro all'Eurovision Song Contest 2018 con il brano Inje. L'artista si è esibito nella seconda semifinale della manifestazione, mancando la qualificazione alla finale, classificandosi sedicesimo con 40 punti.

## Discografia

### Album in studio
- 2008 – Pričaj dodirom
- 2014 – Svi životi moji

### Singoli
- 2004 – Dripac
- 2005 – Krila olovna
- 2005 – Izvini ne menja ljude
- 2006 – Kad me jednom za te ne bude
- 2007 – Pričaj dodirom
- 2008 – Takav sam i sad
- 2009 – Ne pitaj za mene
- 2010 – Bez koncepta
- 2010 – Milo moje
- 2010 – Novi Sad
- 2012 – Padobran
- 2013 – Svi životi moji
- 2018 – Inje